# Dampierre-en-Graçay
Dampierre-en-Graçay ist eine französische Gemeinde mit 248 Einwohnern (Stand: 1. Januar 2022) im Département Cher in der Region Centre-Val de Loire; sie gehört zum Arrondissement Vierzon und zum Kanton Vierzon-2. Die Einwohner werden Dampierrois und Dampierroises genannt.

## Geographie
Dampierre-en-Graçay liegt etwa 33 Kilometer westnordwestlich von Bourges. Im Gemeindegebiet entspringt das Flüsschen Prée, das zum Cher entwässert. Umgeben wird Dampierre-en-Graçay von den Nachbargemeinden Saint-Georges-sur-la-Prée im Norden, Massay im Osten und Süden, Nohant-en-Graçay im Süden und Südwesten sowie Genouilly im Westen.

## Bevölkerungsentwicklung
| Jahr                       | 1962 | 1968 | 1975 | 1982 | 1990 | 1999 | 2006 | 2019 |
| Einwohner                  | 216  | 190  | 181  | 170  | 271  | 225  | 225  | 240  |
| Quellen: Cassini und INSEE |      |      |      |      |      |      |      |      |